# Криптошлюз
Криптошлюз (криптографический шлюз, vpn-шлюз, криптомаршрутизатор) —  аппаратно-программный комплекс криптографической защиты трафика данных, голоса, видео на основе шифрования пакетов по протоколам IPsec AH и/или IPsec ESP при установлении соединения, соответствующий требованиям к средствам криптографической защиты информации (СКЗИ) ФСБ России и обеспечивающий базовую функциональность современного VPN-устройства.

## Назначение
Криптошлюз предназначен для обеспечения информационной безопасности организации, защиты её информационных сетей от вторжения со стороны сетей передачи данных (Интернет), обеспечения конфиденциальности при передаче информации по открытым каналам связи (VPN), а также организации безопасного доступа пользователей к ресурсам сетей общего пользования.
Криптошлюз обеспечивает базовую функциональность современного VPN-устройства:
1. конфиденциальность и целостность потока IP-пакетов;
2. маскировку топологии сети за счет инкапсуляции трафика в защищённый туннель;
3. прозрачность для NAT;
4. аутентификацию узлов сети и пользователей;
5. унификацию политики безопасности для мобильных и «внутренних» пользователей (динамическое конфигурирование корпоративных IP-адресов для удаленных пользователей «внутри VPN»).

Криптошлюзы представлены как в сегменте VPN устройств, так и в сегменте унифицированных устройств (UTM) объединяющих несколько средств безопасности в одном.
Отличие криптошлюзов от обычных VPN маршрутизаторов заключается в том, что они работают на основе протокола IPSec и обеспечивают защиту информации, передаваемой по каналам связи, используя алгоритмы, которые отвечают требованиям российских криптографических стандартов (ГОСТ 28147-89 и ГОСТ Р 34.10-2001).

### Доступ к ресурсам информационной системы
Криптошлюзы позволяют осуществить защищённый доступ удаленных абонентов к ресурсам корпоративной информационной системы. Доступ производится с использованием специального программного обеспечения, установленным на компьютере пользователя (VPN-клиент) для осуществления защищённого взаимодействия удаленных и мобильных пользователей с криптошлюзом.
Программное обеспечение криптошлюза (сервер доступа) проводит идентификацию и аутентификацию пользователя и осуществляет его связь с ресурсами защищаемой сети. С помощью криптошлюзов формируют виртуальные защищённые каналы в сетях общего пользования (например, Internet), которые гарантируют конфиденциальность и достоверность информации, и организовывать виртуальные частные сети (Virtual Private Network – VPN), представляющие собой объединение локальных сетей или отдельных компьютеров, подключенных к сети общего пользования в единую защищённую виртуальную сеть. Для управления такой сетью обычно используется специальное программное обеспечение (центр управления), которое обеспечивает централизованное управление локальными политиками безопасности VPN-клиентов и криптошлюзов, рассылает для них ключевую информацию и новые конфигурационные данные, обеспечивает ведение системных журналов.